# کابالی
کابالی (به تامیلی: Kabali) فیلمی محصول سال ۲۰۱۶ و به کارگردانی پا. رانجیت است. در این فیلم بازیگرانی همچون راجینیکانت، وینستون چائو، رادیکا آپته ایفای نقش کرده‌اند.